# Флаг Параньгинского района
Флаг Параньги́нского района является официальным опознавательно-правовым знаком и служит, наряду с основным муниципальным символом района — гербом, его официальным символом на основании Устава муниципального образования «Параньгинский район» Республики Марий Эл Российской Федерации.

## Описание
«Флаг муниципального образования „Параньгинский район“ Республики Марий Эл представляет собой прямоугольное полотнище с отношением ширины к длине 2:3, воспроизводящее фигуры герба района. Отношение ширины гамированной полосы к высоте флага 1:4».

## Обоснование символики
Флаг разработан на основе герба Параньгинского района.
Белая астра, как один из наиболее распространённых среди татарского народа орнаментальных элементов, отражает отличительность флага муниципального образования «Параньгинский район» в Республике Марий Эл.
Белая гамированая (орнаментальная) полоса символизирует землю Марий Эл, на которой расположен Параньгинский район.
В целом композиция флага, переменность и взаимосвязь цветовой символики — все это несёт значение единства татарской и марийской культур, символизирует самобытность и уникальность муниципального образования «Параньгинский район» Республики Марий Эл.
Белый цвет (серебро) — символ простоты, ясности, совершенства, благородства, чистоты и мира.
Красный цвет — символ созидательной активности, богатства верности.
Зелёный цвет — символ весны, процветания, здоровья, плодородия, изобилия и жизни.
Вышеназванные цвета были избраны основными, так как являются традиционными и наиболее почитаемыми среди народов мари, татар и русских.